# CIDA-E
El Centro de Investigación y Difusión Aeronáutico-Espacial (CIDA-E), es una  institución uruguaya dedicada a la investigación y promoción del estudio de los temas aeronáuticos y espaciales.

## Fundación
Fue fundado bajo el Decreto N.º 607/975 de 5 de agosto de 1975 con el objetivo de comenzar a estudiar y promocionar el estudio de las cuestiones aeronáuticas y espaciales. Su creación posicionó a Uruguay en diversas organizaciones internacionales dedicadas al estudio espacial y aeronáutico.
El 31 de diciembre de 2002 el organismo paso a estar bajo la órbita de la Dirección Nacional de Aviación Civil e Infraestructura Aeronáutica convirtiéndose en una oficina de asesoramiento del Poder Ejecutivo mediante el Ministerio de Defensa.   
Desde su creación ha publicado cientos de artículos dedicados al estudio aeroespacial y aeronáutico, así como organizado distintas actividades académicas, seminarios y conferencias. En el año 1996 organizó y participó de la III Conferencia Espacial de las Américas realizada en Punta del Este. Participó además en varias reuniones nacionales e internacionales (OACI, IAF, IISL, LACAC, ALADA), siendo miembro votante del International Astronautical Federation y del International Institute of Space Law. 
Mantiene relaciones cooperativas con otros institutos y organizaciones como NDAE, ALADA, el Instituto Iberoamericano de Derecho Aeronáutico y del Espacio y de la Aviación Comercial.

## Objetivos
- Estudiar y promover el estudio de las cuestiones aeronáuticas y espaciales[3]
- Difundir los resultados de sus investigaciones y estudios[3]
- Asesorar y colaborar con la Fuerza Aérea Uruguaya, la autoridad de Aviación Civil y otras organizaciones públicas y privadas relacionadas con temas aeroespaciales[3]